# بيتي آن كار
بيتي آن كار (بالإنجليزية: Betty Ann Carr)‏ هي ممثلة أمريكية، ولدت في 1947 في جوبلن في الولايات المتحدة.

## وصلات خارجية
- بيتي آن كار على موقع IMDb (الإنجليزية)
- بيتي آن كار على موقع قاعدة بيانات الفيلم (الإنجليزية)